# Malé Ludince
Malé Ludince (hongrois : Mohi) est un village de Slovaquie situé dans la région de Nitra.

## Histoire
Première mention écrite du village en 1293.
La localité fut annexée par la Hongrie après le premier arbitrage de Vienne le 2 novembre 1938. En 1938, on comptait 414 habitants dont 3 d'origine juive. Elle faisait partie du district de Šahy (hongrois : Ipolysági járás). Le nom de la localité avant la Seconde Guerre mondiale était Malé Ludince/Kis-Ölved. Durant la période 1938 - 1945, le nom hongrois Kisölved était d'usage. À la libération, la commune a été réintégrée dans la Tchécoslovaquie reconstituée.

## Démographie

### Évolution de la population
| Année:               | 1994. | 2004.   | 2014.    | 2024.   |
| -------------------- | ----- | ------- | -------- | ------- |
| Nombre de personnes: | 217   | 203     | 180      | 170     |
| Différence:          |       | -6,45 % | -11,33 % | -5,55 % |

| Année:               | 2023. | 2024.   |
| -------------------- | ----- | ------- |
| Nombre de personnes: | 169   | 170     |
| Différence:          |       | +0,59 % |